# Шест метака
Шест метака (енгл. Six Bullets) је амерички акциони филм који је режирао Ерни Барбараш. Филм је први пут приказан 11. септембра 2012. године.

## Радња
Бившег плаћеника, стручњака за отмице, Самсона, унајми мајстор борилачких вештина, Ендри, да му помогне да нађе кћерку која је нестала у Молдавији. Не презајући пред ничим, ова двојица ратника, неће стати док криминалци криви за губитак недужних живота, не буду за то кажњени.

## Улоге
| Глумац                  | Улога            |
| ----------------------- | ---------------- |
| Жан-Клод ван Дам        | Самсон Гол       |
| Џо Флениган             | Ендри Феиден     |
| Ана-Луиза Плауман       | Моника Феиден    |
| Кристофер Ван Варенберг | Селвин Гол       |
| Бјанка Ван Варенберг    | Амалија          |
| Шарлота Бомонт          | Беки Феиден      |
| Стив Николсон           | Инспектор Квитко |
| Луј Демпси              | Космин Стелу     |